# Ferdinand Julius von Troyer
Ferdinand Julius von Troyer (Bressanone, 20 gennaio 1698 – Brno, 5 febbraio 1758) è stato un cardinale e vescovo cattolico austriaco.

## Biografia
Pur essendo stato creato cardinale non ricevette mai il titolo perché non si recò a Roma. Fu vescovo di Olomouc, nell'odierna Repubblica Ceca.

## Genealogia episcopale e successione apostolica
La genealogia episcopale è:
- Cardinale Scipione Rebiba
- Cardinale Giulio Antonio Santori
- Cardinale Girolamo Bernerio, O.P.
- Vescovo Claudio Rangoni
- Arcivescovo Wawrzyniec Gembicki
- Arcivescovo Jan Wężyk
- Vescovo Piotr Gembicki
- Vescovo Jan Gembicki
- Vescovo Bonawentura Madalinski
- Vescovo Jan (Kazimierz) Małachowski
- Arcivescovo Stanislaw Szembek
- Vescovo Franz Julian von Braida
- Cardinale Wolfgang Hannibal von Schrattenbach
- Vescovo Otto Honorius von Egkh und Hungersbach
- Cardinale Ferdinand Julius von Troyer

La successione apostolica è:
- Vescovo Johann Karl Leopold von Scharffenberg (1749)

## Stemma
| Immagine | Blasonatura                                             |
| -------- | ------------------------------------------------------- |
| \| \|    | Ferdinand Julius von Troyer Principe-vescovo di Olomouc |
|          |                                                         |